# Débriefing (psychologie)
Pour les articles homonymes, voir débriefing.
En psychothérapie, le débriefing regroupe un ensemble de pratiques visant à traiter des personnes ayant subi et perçu un événement stressant ou potentiellement traumatique (accidents, catastrophe, etc.). Le débriefing s'effectue après un certain laps de temps (de 24 à 72 heures ou plus pour les traumas de type 1 (évènement unique) jusqu'à plusieurs années après pour les traumas de type 2, comme les évènements multiples et répétés de type maltraitance). Il est à différencier des "interventions immédiates", qu'on appelle aussi defusing, qui se font sur place et tout de suite après l'évènement et qui s'apparentent plus à des interventions d'urgence ou de crise.
Différentes techniques de debriefing sont utilisées. Le modèle nord-américain (Critical Incident Stress Debriefing - CISD - de Mitchell) est basé sur une approche cognitive très structurée, se déroule habituellement en une seule séance et suit des étapes précises, il s'apparente selon son auteur plutôt à du counseling qu'à une activité psychothérapeutique. À l’opposé, le modèle francophone du debriefing s'appuie sur l'approche cathartique inspirée par Aristote et développée principalement par Freud (méthode cathartique) et Janet (désinfection morale) (L.Crocq 16 leçons sur le trauma, Odile Jacob, 2012). La première insiste sur l'abréaction et l'association et la seconde sur la "décharge des émotions" et l'énonciation. En résumé la spécificité de cette approche se centre sur l'émergence du vécu du sujet plutôt que sur le factuel. Elle est complétée par d'autres séances de soin et réalisée par des professionnels formés à la prise en charge du traumatisme à partir de méthodes aussi diverses que la psychanalyse, les thérapies comportementales et cognitives, l'hypnothérapie... Le terme d'Intervention Psychothérapeutique Post-Immédiate (IPPI) s'impose actuellement chez les professionnels pour désigner ce type d'intervention et le distinguer du debriefing psychologique de type CISD.
Le debriefing Francophone favorise l'insertion dans l'histoire  de vie du sujet d'un évènement qui débordait ses capacités de représentation apaisant alors le chaos émotionnel et cognitif. Le debriefing facilite l'assimilation du choc traumatique en souvenir non-traumatique.

## Évaluation
Certaines évaluations de l'efficacité du debriefing tel qu'il est pratiqué aux États-Unis ont montré des résultats décevants. La technique de l'IPPI est actuellement l'objet d'une évaluation au niveau national, soutenue par la DGS. Aujourd'hui le débriefing est nommé possiblement dangereux et c'est fortement déconseillé de l'utiliser,,,,,,.
Toutefois, les études (Méta-étude de Nathalie Prieto 2004) sur le débriefing (psychologie) incitent à la prudence quant à ce type d'approche si elle est mal indiquée ou maladroitement menée, ce qui paraît être souvent le cas.